# Telebasis versicolor
Telebasis versicolor là một loài chuồn chuồn kim trong họ Coenagrionidae.
Loài này được xếp vào nhóm loài thiếu dữ liệu trong sách Đỏ của IUCN năm 2007.
Telebasis versicolor được miêu tả khoa học năm 1946 bởi Fraser.